# Détroit de Canigao
Le détroit de Canigao se trouve dans les Visayas aux Philippines.

## Géographie
Le détroit de Canigao sépare les îles de Leyte et de Bohol dans les Visayas centrales. Il relie la mer de Bohol au sud à la mer des Camotes au nord. Le détroit de Cebu relie les mêmes mers, mais en passant entre les îles de Bohol et de Cebu. Les îles de Canigao et de Lapinig se situent dans le détroit.
En son point le plus étroit, entre la pointe de Tugas sur l'île Lapinig et Maasin, il mesure environ 15 km de large.

## Économie et environnement
Des  coraux se trouvent dans le détroit. Le détroit était historiquement une zone de pêche foisonnante, et l'activité économique des communes le bordant est fortement liée à la pêche. Un rapport de 1994 indique cependant une baisse importante de la faune, à cause de pratiques de pêches trop intensives. En particulier, l'usage de la dynamite pour pécher rapidement et facilement a fortement dévasté les écosystèmes en poissons et coraux, avant d'être interdite.

## Sport
En 2016, le nageur Ingemar Macarine (en) est le premier philippin à traverser le détroit à la nage et sans assistance, en 6 h et 37 m.

## Galerie

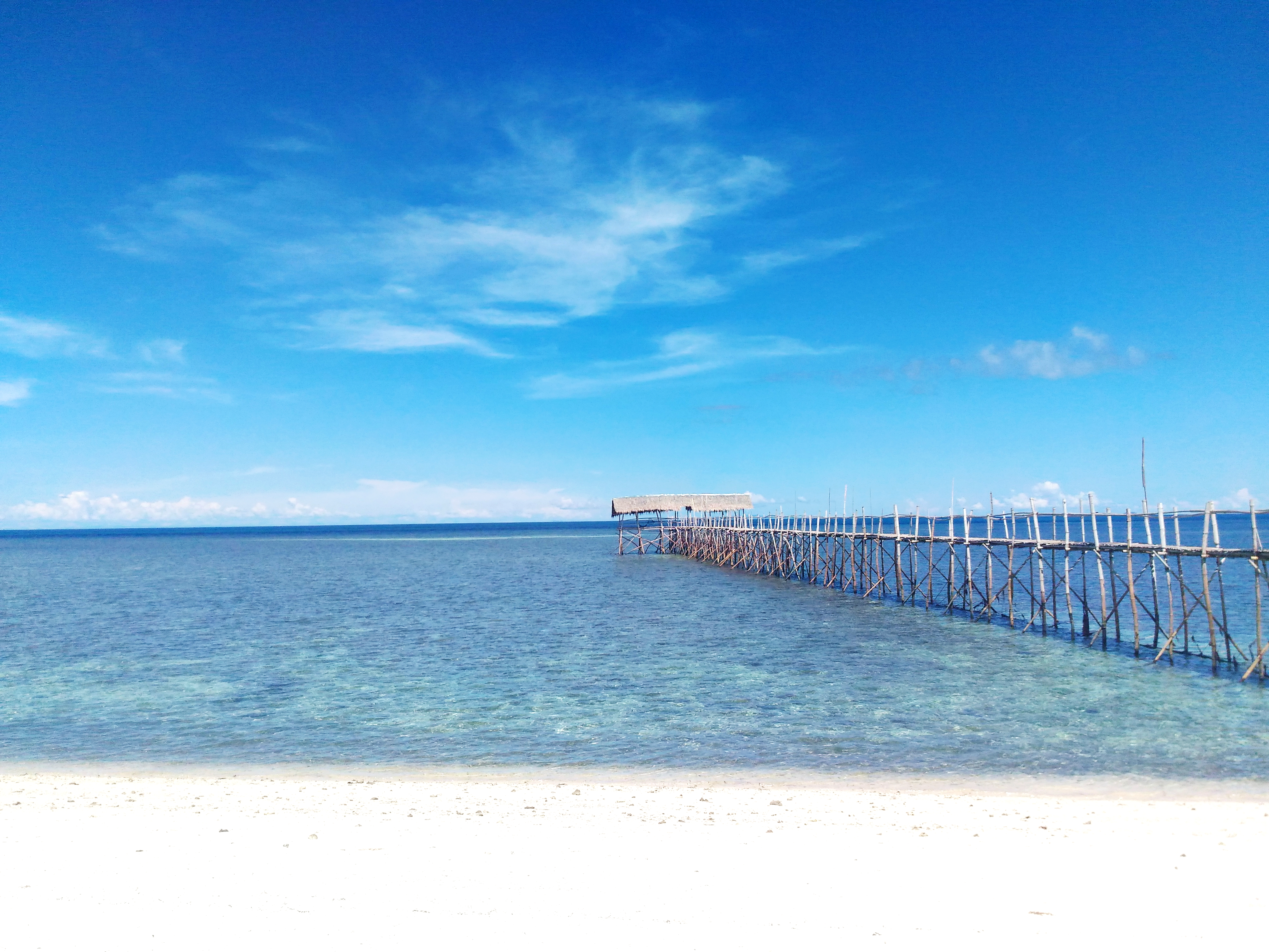
Réserve ichtyologique.
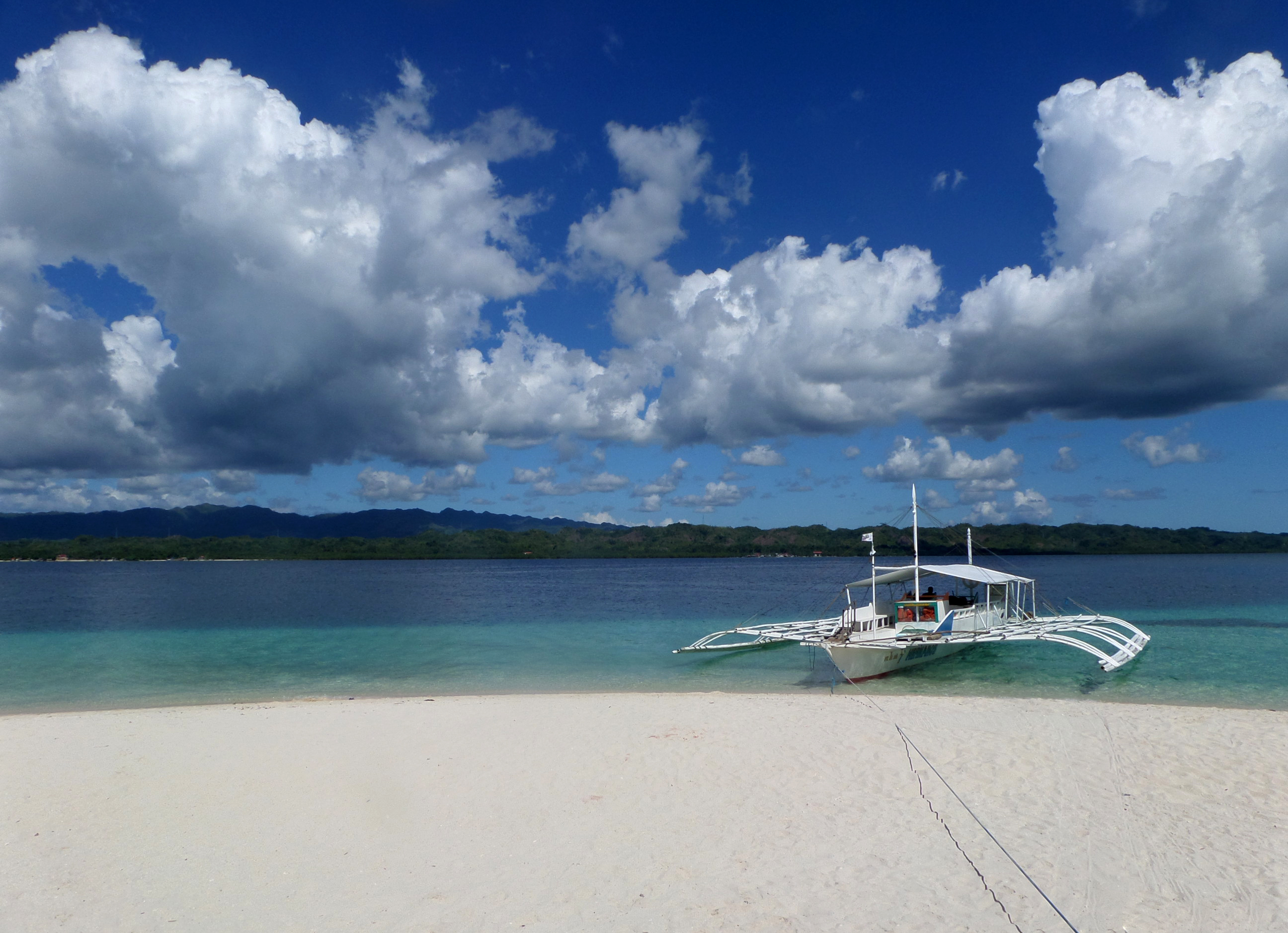
Leyte et une partie du détroit depuis l'île de Canigao
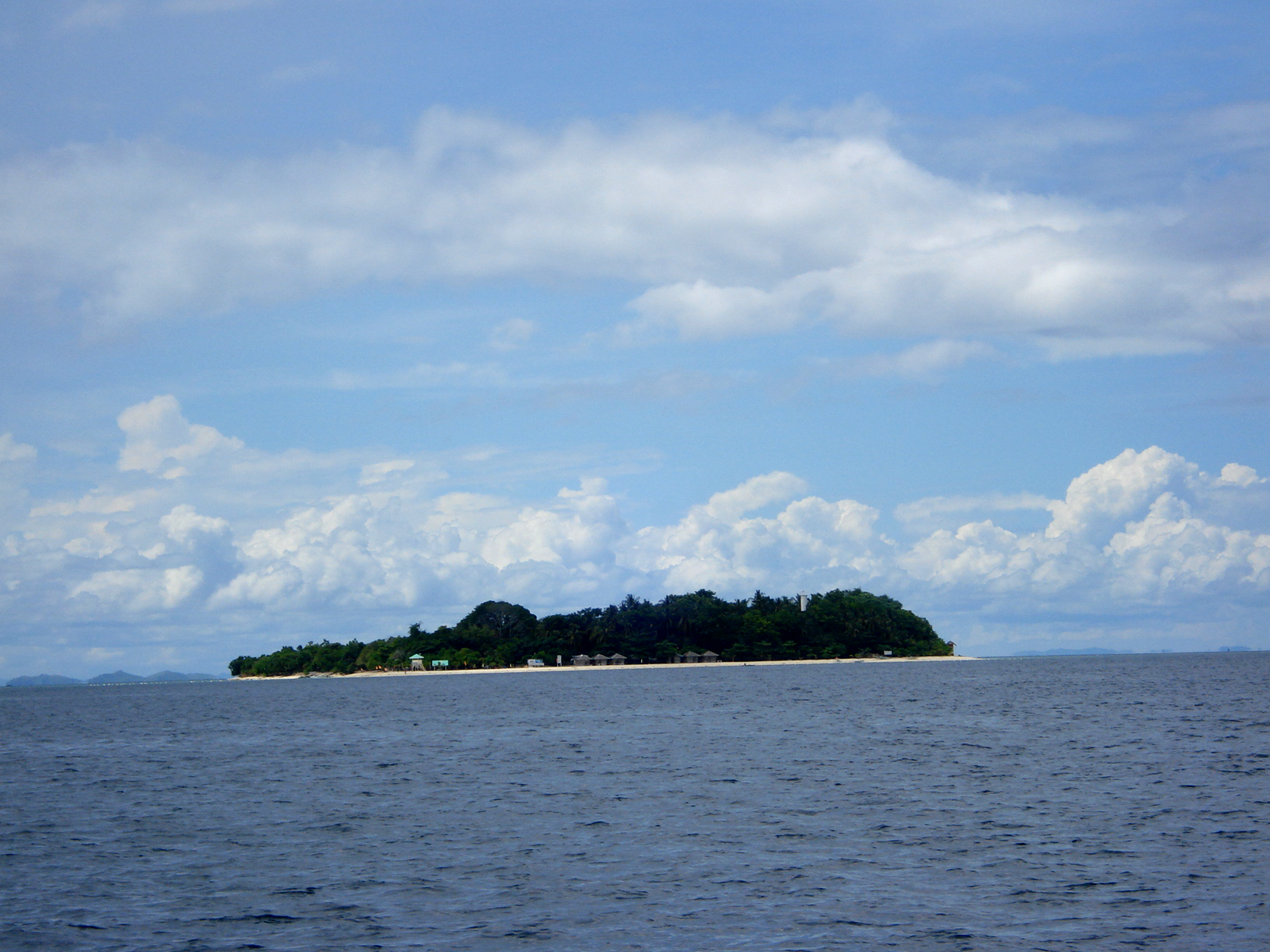
Île de Canigao dans le détroit